# کفرکلا
کفرکلا (به عربی: كفركلا) یک منطقهٔ مسکونی در لبنان است که در شهرستان مرجعیون واقع شده‌است.
 کفرکلا   ۴۰۰ متر بالاتر از سطح دریا واقع شده‌است.